# Tityus dorae
Espèce
Tityus dorae est une espèce de scorpions de la famille des Buthidae.

## Distribution
Cette espèce est endémique de l'État d'Yaracuy au Venezuela. Elle se rencontre vers San Felipe.

## Description
Le mâle holotype mesure 65,11 mm et la femelle paratype 58,95 mm.

## Étymologie
Cette espèce est nommée en l'honneur de Dora Padrón de Gracia.

## Publication originale
- González-Sponga, 2001 : « Arácnidos de Venezuela. Cuatro nuevas especies del género Tityus (Scorpionida: Buthidae). » Acta Biologica Venezuelica, vol. 21, no 3, p. 69-83 (texte intégral).